# كلبكا
كلبكا هو فيلم من نوع إثارة ودراما وجريمة أُصدر في 2007. الفيلم من إخراج سردان جولوبوفيك، أما السيناريو فكان من كتابة سرديان كوليفيتش.

## القصة
تقع أحداث الفيلم في صربيا.

## طاقم التمثيل
- Melita Bihali  [لغات أخرى]‏
- ميلوراد مانديتش [الإنجليزية]‏
- Jovan Osmajlic  [لغات أخرى]‏
- Boris Isaković [الإنجليزية]‏
- نيبويسا ايليتش
- Olga Odanović [الإنجليزية]‏
- Ivana Jovanović  [لغات أخرى]‏
- Vojin Ćetković [الإنجليزية]‏
- Vuk Kostić [الإنجليزية]‏
- نيبويسا غلوغوفاتش
- انا ماركوفيتش  [لغات أخرى]‏
- Mladen Nelević  [لغات أخرى]‏
- Nataša Ninković [الإنجليزية]‏
- ميكي مانوجلافوك
- Bogdan Diklić [الإنجليزية]‏
- Dejan Čukić [الإنجليزية]‏
- انيسا دوبرا [الإنجليزية]‏

## وصلات خارجية
- كلبكا على موقع IMDb (الإنجليزية)
- كلبكا على موقع ألو سيني (الفرنسية)
- كلبكا على موقع أول موفي (الإنجليزية)
- كلبكا على موقع فيلمافينيتي (الإسبانية)
- كلبكا على موقع قاعدة بيانات الفيلم (الإنجليزية)
- كلبكا على موقع ليتربوكسد (الإنجليزية)
- كلبكا على موقع كينوبويسك (الروسية)